# ヤン・クシチテル・クルンプホルツ

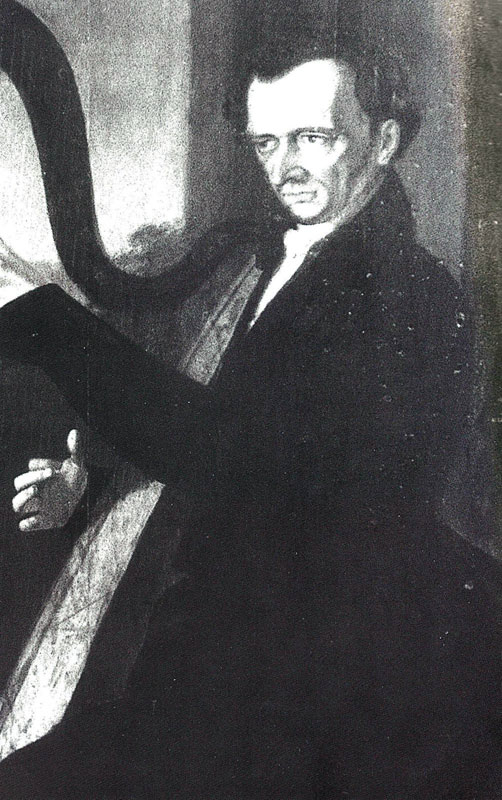

ヤン・クシチテル・クルンプホルツ（Jan Křtitel Krumpholz, 1742年5月8日 - 1790年2月19日）はボヘミア出身のフランスの作曲家・ハープ奏者。少年時代をパリに過ごし、ジャン＝バティスト・クルムフォルツ（Jean-Baptiste Krumpholz）のフランス語名で有名。
父親からハープを学び、1773年にウィーンのブルク劇場で自作の協奏曲を演奏して成功を収める。1773年から1776年までエステルハージ伯爵の宮廷楽団に勤める。この間にフランツ・ヨーゼフ・ハイドンに対位法を師事したと伝えられる。その後にヨーロッパ各地で演奏旅行を敢行。パリとメスにおいて楽器職人とともにハープの改造にとりくむ。ハープのためのソナタや協奏曲のほか、ハープを含むアンサンブルのための室内楽曲を遺した。
クルンプホルツは、同じくヴィルトゥオーソのハーピストであった妻アンヌ＝マリー（1755年 - 1824年）が、ピアニストのヤン・ラディスラフ・ドゥセックとロンドンに駆け落ちしてから、セーヌ川で溺死体となって発見された。入水自殺であったと見られている。